# Yu-Gi-Oh!
A Yu-Gi-Oh! (遊☆戯☆王, Yūgiō, szó szerint "Game King" vagy "King of Games", magyarul A Játékok Királya) japán sónen mangasorozat, amelyet Takahasi Kazuki írt és illusztrált, valamint egy ennek nyomán készült anime-sorozat. A Yu-Gi-Oh! középpontjában a Duel Monsters nevű (kezdetben csak a sorozatok részeként létező, később valóságosan is piacra dobott) kártyajáték áll, amiben minden párbajozó szörny-, varázs- és csapdalapokat állít össze, saját ízlése szerint.
A manga első fejezete Japánban jelent meg 1996 végén, a Weekly Shonen Jump magazinban, a Shueisha kiadásával. A történet főszereplője Mutou Jugi, aki az Ezeréves Kirakósával és barátaival sok kalandba keveredik. A Kirakós szellemének múltját próbálják kideríteni, miközben versenyeken vesznek részt és gonosztevőkkel párbajoznak. Az Egyesült Államokban és Kanadában a mangát a Viz Media adta ki. Az amerikai változatban több karakter is a japán neve helyett angol nevet kapott, s a részeket végig megvágva sugározták.
Az eredeti anime-sorozat a manga első hét kötetét dolgozza fel, míg a Duel Monsters részek a nyolcadiktól kezdve mutatják be a sorozatot.
Az eredeti manga anime adaptációját a Toei Animation készítette el, melyet a TV Asahi csatorna vetített 1998-ban. Az első sorozat, ami Shadow Game alcímen is ismert, 27 részt, míg a Duel Monsters 2000–2004-ig 224 részt ért meg. Mindkét sorozatból egy-egy animációs mozifilm készült. Az Egyesült Államokban saját verziójuk szerint, megvágva és átalakítva a sorozatot 2001-től kezdték vetíteni. Magyarországi bemutatója 2003-ban kezdődött az RTL Klubon. A csatorna az amerikai verziót a 48. részig rendelte be. Először a Kölyökklubban vetítette, de az ORTT szankciót rendelt el a korhatár nélküli vetítésre. Később - külföldi felügyeletek alatt - a Cool TV és az A+ is sugározta 12+ korhatárral, illetve a korhatárba beillesztve az RTL egyszer megismételte. Ismeretlen okból kifolyólag egyik csatorna és később az Animax sem kívánta berendelni a folytatást. 2006-ban az A+ spin-off sorozatot rendelt, még több évvel később a Viasat 6-os csatorna a két másik spin-off sorozatot is elindította. Mindegyik sorozat befejezetlen maradt.
A hatalmas népszerűség miatt a sorozatban feltűnő kártyalapokat gyűjtögető dobozokban is piacra dobták, valamint rengeteg videójáték készült.

## Történet
A történet olyan kártyajátékot fektet a központba, amivel párbajban szörnyeket lehet megidézni, valamint csapda- és varázslapokkal lehet kombinálni. A szörny kártyák többféle típusba és fajba sorolhatóak. Vannak ember és szörnyalakúak. Minden szörnylapnak van Támadó és Védelmi pontja. Életpont lenullázásával dől el, ki veszíti el és ki nyeri meg a párbajt. Akinek előbb lenullázódik az életpontja az veszít.
A Yu-Gi-Oh! eredeti története mellé több spin-off animesorozat (Duel Monsters GX, 5D's és ZEXAL) és mangasorozat (Yu-Gi-Oh! R, Yu-Gi-Oh! GX és Yu-Gi-Oh! 5D's) készült.

### Yu-Gi-Oh!

Jugi Ezeréves Kirakósának darabjai

A manga sikere után a Yu-Gi-Oh! anime adaptációját a Toei Animation stúdió készítette el a manga első-hét kötetéből. A huszonhét részes Shadow Games évadot csak Japánban adták ki 1998-ban, aminek 1999-ben készült egy mozifilm változata.
A Shadow Game részeket 1998. április 4-től október 10-ig vetítette a TV Asahi csatorna.
A legelső sorozat nem annyira a kártyajátékról szól, hanem az igazságosztásról. Ebben a sorozatban a tizenhat éves Mutou Jugi azon emberek ellen játszott, akik csalást, lopást vagy egyéb bűnt követtek el. A vesztesek a játék végén a bűnüknek megfelelő büntetést kaptak.
A történet kezdetekor az Ezeréves Kirakósát szeretné végre kirakni, amit nyolcéves korában, nyolc éven át rakosgatott. Azt szerette volna, hogy barátokra leljen, ha kirakja. Végül Dzsonoucsi Kacuja az lett, aki korábban piszkálta.
A huszonhét részes, epizódonként huszonöt perces animénak egy-egy nyitó és zárózenéje van. A nyitó a Kawaita Sakebia a Field of View-től, a záró pedig az Ashita Moshi Kimi ga Kowaretemo a WANDS-tól.

### Yu-Gi-Oh! Duel Monsters
Mutó Júgi egy 16 éves gimnazista fiú egyedül él nagyapjával. Kevés barátjához hasonlóan ő is rajongója egy népszerű kártyajátéknak, amit Duel Monstersnek („Szörnyek párbaja”) hívnak.
Egy napon Jugit megzsarolják, méghozzá maga a kártyajáték megalkotója, Pegasus J. Crawford. A férfi felfedi Jugi előtt, hogy a nagyapjától 8 éves korában kapott kirakója valójában egy Ezeréves Ikon, amelyet az ókori egyiptomiak alkottak meg, és természetfeletti hatalommal bír. Pegasus a bal szemén szintén visel egy ilyen ikont, és erejét demonstrálva elragadja Jugi nagyapjának lelkét. Juginak egyetlen esélye van, hogy visszaszerezze: ha benevez Pegasus Duel Monsters-tornájára, és megküzd vele a döntőben.
Jugi elmegy a torna küzdőteréül szolgáló szigetre, ahova vele tartanak barátai: Dzsónócsi Kacuja, Honda Hiroto és Mazaki Anzu. Jugi idővel rájön, hogy egy halott fáraónak a szelleme lakozik a kirakójában, aki mentális erővel ruházza fel végcélja eléréséhez.

### The Movie: Pyramid of Light
Ha ismered az összes kártyalapot, láttad a Yu-Gi-Oh sorozat összes részét, akkor bizony ez az egész estés mozifilm neked való! Ám most az eddiginél sokkal hatalmasabb, veszélyesebb szörnyek csapnak össze a szemünk láttára. Yugi és társai talán életük legnagyobb harcára készülnek, mikor az ősi ellenséggel, Kaibával kell megütközniük. Hatalmas és meglepő csavar, hogy Kaida kártyái természetfeletti erővel rendelkeznek, így az egész világra nagy pusztítást mérhetnek a fáraó segitségével: yu gi nak de anubisz, a holtak istene visszatér.

### Yu-Gi-Oh! GX
Júki Dzsúdai (Jaden Yuki) egy tehetséges, talpraesett fiú, bár ugyanakkor kissé szétszórt jellem is, és utóbbi tulajdonságának köszönhetően majdnem elkésik a Párbaj Akadémia felvételéről. Ez az akadémia képezi ki ugyanis az újoncokat a világ legjobb párbajozóivá, ahová főhősünk is be szeretne jutni. A nagy sietségben belebotlik egy nem is olyan régi ismerősbe, aki egy kártyát ad Dzsúdai-nak kárpótlásul, amiért fellökte. Viszont ennek köszönhetően Dzsúdai értékes másodperceket veszít el, és csak hajszál híján érkezik meg a felvételire.
A 3 ház (Obelisk Blue, Slifer Red, Ra Yellow) közül bejut az Slifer Red-be, ami valamivel alacsonyabb besorolású, mint a másik két ház. Dzsúdai-t azonban ez nem izgatja, mert neki csak egy cél lebeg a szeme előtt: Ő legyen a legjobb párbajozó!

### Yu-Gi-Oh! 5D's
2021-et írunk. Neo Domino City-ben járunk, mely hatalmas méretével és impozáns épületeivel méltán nevezhető metropolisznak. Itt zajlik a párbajozás egy új módja, a Riding Duel. Alapja a speciálisan erre kifejlesztett motorokban, a Párbajmotorokban és egy mezővarázslapban, a Gyorsvilágban rejlik. E lap hatása többek közt az, hogy a párbajozó minden Készenléti fázisban kap egy Sebességjelzőt, ami később jól jön, amikor Sebesség-kártyát kártyát akar kijátszani. Emellett újdonság még a Tuner (hangoló) szörnyek megjelenése és a Synchro Summon: egy Tuner szörnyet és más tetszőleges szörnyet feláldozva támadó vagy védő állásba helyezhetünk a mezőn egy olyan Synchro Monster-t, melynek szintje megegyezik a Tuner szörny és a többi feláldozott szörny szintjeinek összegével (például egy kettes szintű Tuner és egy hármas szintű akármilyen szörny feláldozásával egy ötös szintű Synchro szörnyet idézhetünk).
A sorozat Fudó Júszei körül koncentrálódik. E fiatalembert eleinte csak egy cél vezérli: párbajban visszavenni egykori barátjától, Jack Atlastól a Stardust Dragon nevű kártyát. Ez azonban nem olyan egyszerű, mivel Jack a jelenlegi Párbajok Királya, és Neo Domino City egyik prominens polgára – ellentétben Júszei-jel, aki a nagyváros partjaitól nem túl távol eső Satellite nevű helyen él, mely lerombolt, és melynek egyetlen célja Neo Domino City szemetének feldolgozása. Az itteni embereket lenézik szegénységük, életmódjuk miatt, azoknak pedig szinte semmi esélyük sincs eljutni a partra – egyetlen ellenpélda erre Jack, aki kezdetben szintén Satellite-ben élt. A helyzet kilátástalannak tűnik, Júszei azonban eltökélt, és végül mégis sikerül beszöknie Neo Domino City-be, ahol Jack már várja.

## Média

### Manga

#### Yu-Gi-Oh!
A Yu-Gi-Oh! (遊☆戯☆王; Hepburn: Yūgiō) manga a Shueisha kiadó Weekly Shonen Jump antológiájában futott 1996 végétől 2004. március 8-ig. A manga megalkotója Takahasi Kazuki. Az eredeti történet főszereplője Mutou Jugi, aki az Ezeréves Kirakósában lakozó fáraó lelkével és barátaival sok kalandot él át.
Az Egyesült Államokban és Kanadában a mangát a VIZ Media adta ki, megtartva a szereplők nagy többségének eredeti nevét (például Jugi, Anzu és Honda), míg az angolosított neveket csak pár karakter esetében használták, mint például Maximillion Pegasus. A manga első 7 kötetét a VIZ media eredeti címmel jelentette meg míg a következő két nagyobb történetet (Duelist Kingdom és Battle City) Yu-Gi-Oh!: Duelist címmel adták ki és az egyiptomi eseményekről szólót pedig Yu-Gi-Oh!: Millennium World címen. 

#### Yu-Gi-Oh! R
Yu-Gi-Oh! R (遊☆戯☆王 R; Hepburn: Yūgiō Āru) mangát Itó Akira (egyike azon művészeknek, akik az eredeti Yu-Gi-Oh! mangát illusztrálták) készítette. A Yu-Gi-Oh! R az eredeti franchise egy spin-off sorozata, mely a régi szereplőket használva egy új történetet mutat be. A mangát először a Shueisha kiadó jelentette meg a havi V-Jump magazinba 2004 áprilisától 2008 januárjáig. Az angol változatot a VIZ Media adta ki 2009 októberétől 2010 júniusáig.

#### Yu-Gi-Oh! GX
Yu-Gi-Oh! GX (遊☆戯☆王 GX; Hepburn: Yūgiō Jī Ekkusu) mangasorozat az azonos nevű animesorozat feldolgozása. Új történetet és szörnyeket mutat be és néhány az animéből átvett szereplő jelleme is más. A GX mangáját, Kagejama Naojuki írtja és illusztrálja Takahasi Kazuki felügyelte mellett. A manga első része 2005. december 17-én jelent meg a V-Jump-ban.
Észak-Amerikában a mangát a VIZ media adja ki, 2007-től. Az eredeti Yu-Gi-Oh! manga angol változatával ellentétben a Yu-Gi-Oh! GX fordítói a 4Kids Entertainment által létrehozott neveket használják.

#### Yu-Gi-Oh! 5D's
A Yu-Gi-Oh! 5D's (遊☆戯☆王 5D's; Hepburn: Yūgiō Faibu Dīzu) mangáját 2009. augusztusában adták ki először a Shueisha kiadónál. Alkotói Hikokubo Maszahiro és Maszasi Szató, s akárcsak a GX manga ez is új cselekménnyel és szörnyekkel gazdagítja az eredeti animesorozat történetét.
A manga angol nyelvű változatát a Viz Media licencezte Észak-Amerikában.

#### Yu-Gi-Oh! ZEXAL
A Yu-Gi-Oh! Zexal (遊☆戯☆王 ZEXAL (ゼアル); Hepburn: Yūgiō Zearu) mangát Josida Sin írja és Mijasi Naoto illusztrálja, s első része a Shueisha kiadó V-Jump antológiájában 2010. december 18-án jelent meg. Japánban az első tankóbon kötetet 2011. június 3-án adták ki.

### Anime

#### Yu-Gi-Oh!
A Yu-Gi-Oh! (遊☆戯☆王; Hepburn: Yūgiō) animesorozatot Takahasi Kazuki azonos című mangájának első hét kötete alapján készítette a Toei Animation. A 27 részes sorozatot először a TV Asahi 1998-ban vetítette, április 4-e és október 10-e között. Ezt a sorozatot angol nyelvterületen sose mutatták be.

#### Yu-Gi-Oh! Duel Monsters
A Yu-Gi-Oh! Duel Monsters (遊☆戯☆王 デュエルモンスターズ; Hepburn: Yūgiō Dyueru Monsutāzu) Takahasi Kazuki azonos című mangája alapján készült el 2000 és 2004 között. A sorozatot Szugisima Kunihisza rendezte, valamint a Studio Gallop és Nihon Ad Systems stúdió készítette el, majd a TV Tokyo vetítette 2000. április 18-ától. A sorozat 224 résszel fejeződött be 2004. szeptember 29-én. Az anime a manga 8. kötetétől kezdve mutatja be a cselekményt, bár tartalmaz filler részeket is, melyek nem szerepeltek a mangában. 2001-től a sorozatot az Észak-Amerikában a saját verziójuk szerint, megvágva adták le a 4Kids Entertainment csatornán. Az anime magyarországi bemutatója 2003-ban az RTL Klubon volt, majd 2004-ben ismételte a Cool TV és 2004-2006 között ismételte az A+.

#### Yu-Gi-Oh! GX
A Yu-Gi-Oh! Duel Monsters GX (遊☆戯☆王デュエルモンスターズGX; Hepburn: Yūgiō Dyueru Monsutāzu Jī Ekkusu) vagy egyszerűen Yu-Gi-Oh! GX Japánban először 2004. október 6-án, egy héttel a Duel Monsters befejező része után kezdte vetíteni a TV Tokyo csatorna, s 180 résszel 2008. március 26-án fejeződött be. Az animesorozatot Cudzsi Hacuki rendezte és a Nihon Ad Systems készítette.
A Yu-Gi-Oh! Duel Monsters GX részeket az amerikaiak szintén megvágva, a szereplők nevét angolosítva vagy angolra változtatva sugározták. Magyarországon 2006-tól - rejtélyes módon az előző sorozat folytatása helyett - 52 részig az A+ vetítette először és 2007-ben átvette az Animax. Egyéb ismeretlen okból az Animax egyik sorozatot sem folytatta. 2014 februárjában a Viasat 6 is adásba tűzte, de új szinkronnal - az A+ változatához nagyjából igazodva - és 104 részig. Újabb rejtélyes okból a Viasat pedig innen nem folytatta tovább és újabb etapokba kezdett helyette.

#### Yu-Gi-Oh! Capsule Monsters
A Yu-Gi-Oh! Capsule Monsters egy 12 részből álló mini-sorozat, ami a 4Kids Entertainment megbízásából készült és része a Yu-Gi-Oh! franchisenak. Ezek a részek sosem jelentek meg Japánban, de ennek ellenére Yu-Gi-Oh! Duel Monsters ALEX (遊☆戯☆王デュエルモンスターズALEX; Hepburn: Yūgiō Dyueru Monsutāzu ALEX) néven utalnak a sorozatra.

#### Yu-Gi-Oh! 5D's / Yu-Gi-Oh: Öt sárkány
A Yu-Gi-Oh! 5D's (遊☆戯☆王 5D's; Hepburn: Yūgiō Faibu Dīzu) animesorozatot elsőként a TV Tokyo vetítette 2008. április 2-ától 2011. március 30-ig. Az előző Yu-Gi-Oh! sorozatokkal ellentétben a Yu-Gi-Oh! 5D's-ben a párbajok motorbicikliken zajlanak és egy új szörnyet is bemutatnak a Synchro Monsters. Az animesorozat 154 japán és 123 angol (4Kids Entertainment által szinkronizált) részből áll. Az angol változatot a The CW4Kids csatorna 2008. szeptember 13-án kezdte vetíteni. A Viasat 6-os adó a GX folytatása helyett belekezdett és ezt sem fejezte be.

#### Yu-Gi-Oh! ZEXAL
A Yu-Gi-Oh! Zexal (遊☆戯☆王 ゼアル; Hepburn: Yūgiō Zearu) egy újabb spin-off, ami az azonos nevű mangasorozat feldolgozása. Az animesorozatot 2011. április 11-én kezdték vetíteni a TV Tokyo csatornán. A Viasat 6-os adó ugyanazt játszva belekezdett és nem fejezte be.

## A sorozat megszületése és az alkotói folyamat
A kezdetekben Takahasi Kazuki elárulta, hogy a kártyajátékok tartották benne a legerősebb hatást, mert mangáiban ezek idézték fel az olvasóktól a legtöbb választ. Eredetileg sose olyan mangát, ahol bármilyen kártyajátékot játszanak. Amikor megkérdezték egy interjúban tőle, hogy próbálta-e a fiatalabb olvasókat is belevezetni ebbe a sorozatba, ő annyit válaszolt, hogy csak egyszerűen játszik és élvezi. Hozzátette, hogy néhány játékot a sorozatba ő maga alkotott meg. A szerzője hangsúlyozta, hogy ennek fontossága, hogy az emberek közti kommunikáció az asztali szerepjátékokat hozza előbbre. Takahashi hozzátette, hogy úgy érzi, hogy a minőségi kommunikáció nem lehetséges az interneten keresztül. Takahashi azt mondta, hogy a pozitív üzenet a sorozatok olvasóinak az, hogy mindegyik személynek van egy erős rejtett része (mint emberi potenciál) magán vagy magán belül, és mikor az ember nehézséget talál, a rejtett rész felszínre kerülhet, ha hisz benne és a barátaiban. Takahashi hozzátette, hogy ez egy elég következetes téma.

## Fogadtatás
A Yu-Gi-Oh! manga világszerte olyan sikereket ért el, hogy 2002. decemberében a Shohen Jump megnyerte a ICv2-díjat. 2008-ban a TV Tokyo beszámolt arról, hogy a sorozat világszerte 18 billion dollárban kelt el. Jason Thompson az ő 5 kedvenc sorozatai listáján a 3. helyre rakta.